# Saires-la-Verrerie
Saires-la-Verrerie – miejscowość i gmina we Francji, w regionie Normandia, w departamencie Orne.
Według danych na rok 1990 gminę zamieszkiwało 271 osób, a gęstość zaludnienia wynosiła 34 osoby/km² (wśród 1815 gmin Dolnej Normandii Saires-la-Verrerie plasuje się na 621. miejscu pod względem liczby ludności, natomiast pod względem powierzchni na miejscu 649.).